# Großer Preis von Monaco 2013
Der Große Preis von Monaco 2013 (offiziell Formula 1 Grand Prix de Monaco 2013) fand am 26. Mai auf dem Circuit de Monaco in Monte Carlo statt und war das sechste Rennen der Formel-1-Weltmeisterschaft 2013.

## Berichte

### Hintergründe
Nach dem Großen Preis von Spanien führte Sebastian Vettel in der Fahrerwertung mit vier Punkten vor Kimi Räikkönen und mit 17 Punkten vor Fernando Alonso. In der Konstrukteurswertung führte Red Bull-Renault mit 14 Punkten vor Ferrari und 20 Punkten vor Lotus-Renault.
Beim Großen Preis von Monaco stellte Pirelli den Fahrern die Reifenmischungen P Zero Soft (gelb) und P Zero Supersoft (rot) sowie für Nässe Cinturato Intermediates (grün) und Cinturato Full-Wets (blau) zur Verfügung.
Mit Alonso, Mark Webber (jeweils zweimal), Räikkönen, Lewis Hamilton, Jenson Button und Vettel (jeweils einmal) traten sechs ehemalige Sieger zu diesem Grand Prix an.
Als Rennkommissare fungierten José Abed (MEX), Christian Calmes (MON), Tom Kristensen (DEN) und Lars Österlind (SWE).
Am Rennwochenende wurde bekannt, dass Ferrari und Mercedes nach dem letzten Rennen Testfahrten für Pirelli auf dem Circuit de Catalunya absolviert hatten. Während Ferrari regelkonform mit Pedro de la Rosa und einem zwei Jahre alten Modell antrat, testete Mercedes mit dem aktuellen Formel-1-Wagen und beiden Stammpiloten, die anonyme Helme trugen. Überwiegend wurden Prototypen der Mischungen für 2014 getestet. Ferrari und Red Bull legten nach Bekanntwerden der nicht erlaubten Testfahrten mit einem aktuellen Fahrzeug Einspruch gegen die Wertung des Grand Prix ein. Ein FIA-Tribunal sprach eine Verwarnung gegen Mercedes und Pirelli aus und schloss Mercedes von den sogenannten Young Driver Days aus. Das Rennergebnis blieb bestehen.

### Training
Der erste Trainingstag fand in Monaco traditionell am Donnerstag statt. In der ersten halben Stunde setzte kein Fahrer eine Rundenzeit. Anschließend war viel Betrieb auf der Strecke. Nico Rosberg erzielte die schnellste Runde vor Alonso und Romain Grosjean.
Im zweiten Training blieb Rosberg vorne. Den zweiten Platz übernahm sein Mercedes-Teamkollege Hamilton. Alonso wurde Dritter. Vettel verzichtete in diesem Training auf den Einsatz von KERS. Grosjean zerstörte sich bei einem Unfall in der Sainte Devote die linke Vorderradaufhängung. Für eine Unterbrechung mit roten Flaggen sorgte ein unbefestigter Randstein im Piscine-Abschnitt.
Im dritten freien Training gab es drei Unfälle. Felipe Massa fuhr nach einem technischen Defekt in die Streckenbegrenzung der Sainte Devote. Der Unfall löste eine gelbe Flagge aus. Bei dem Unfall wurde das Getriebe so stark beschädigt, dass es gewechselt werden musste. Kurz nachdem das Training wieder aufgenommen worden war, schlug Adrian Sutil in der Massenet ein. Das Fahrzeug wurde unter Gelb geborgen. Kurz vor dem Ende des Trainings verunfallte auch Grosjean in der Sainte Devote. Aufgrund des Unfalls wurde das Training abgebrochen. Rosberg war erneut der Schnellste vor Grosjean und Vettel.

### Qualifying
Zu Beginn des Qualifyings war die Strecke nass, sodass die Fahrer Intermediates verwendeten. Kurz nach Beginn blieb Jules Bianchi mit einem technischen Problem vor der Massenet stehen. Massa setzte keine Zeit. Somit scheiterten Bianchi und Massa an der Qualifikation. Beiden wurde nachträglich erlaubt, zum Rennen anzutreten. Pastor Maldonado erzielte die schnellste Runde. Max Chilton, Esteban Gutiérrez, Charles Pic und Paul di Resta schieden aus. Im zweiten Teil trocknete die Strecke ab, sodass die Fahrer zum Ende auf Slicks fuhren. Vettel war der Schnellste. Die Williams-Piloten sowie Giedo van der Garde, Grosjean, Daniel Ricciardo und Nico Hülkenberg schieden aus. Im finalen Abschnitt blieben die Piloten auf Trockenreifen. Rosberg war der Schnellste und erzielte seine dritte Pole-Position in Folge vor seinem Teamkollegen Hamilton und Vettel.
Nach der Qualifikation wurden Chilton und Massa aufgrund vorzeitiger Getriebewechsel um fünf Positionen nach hinten versetzt.

### Rennen

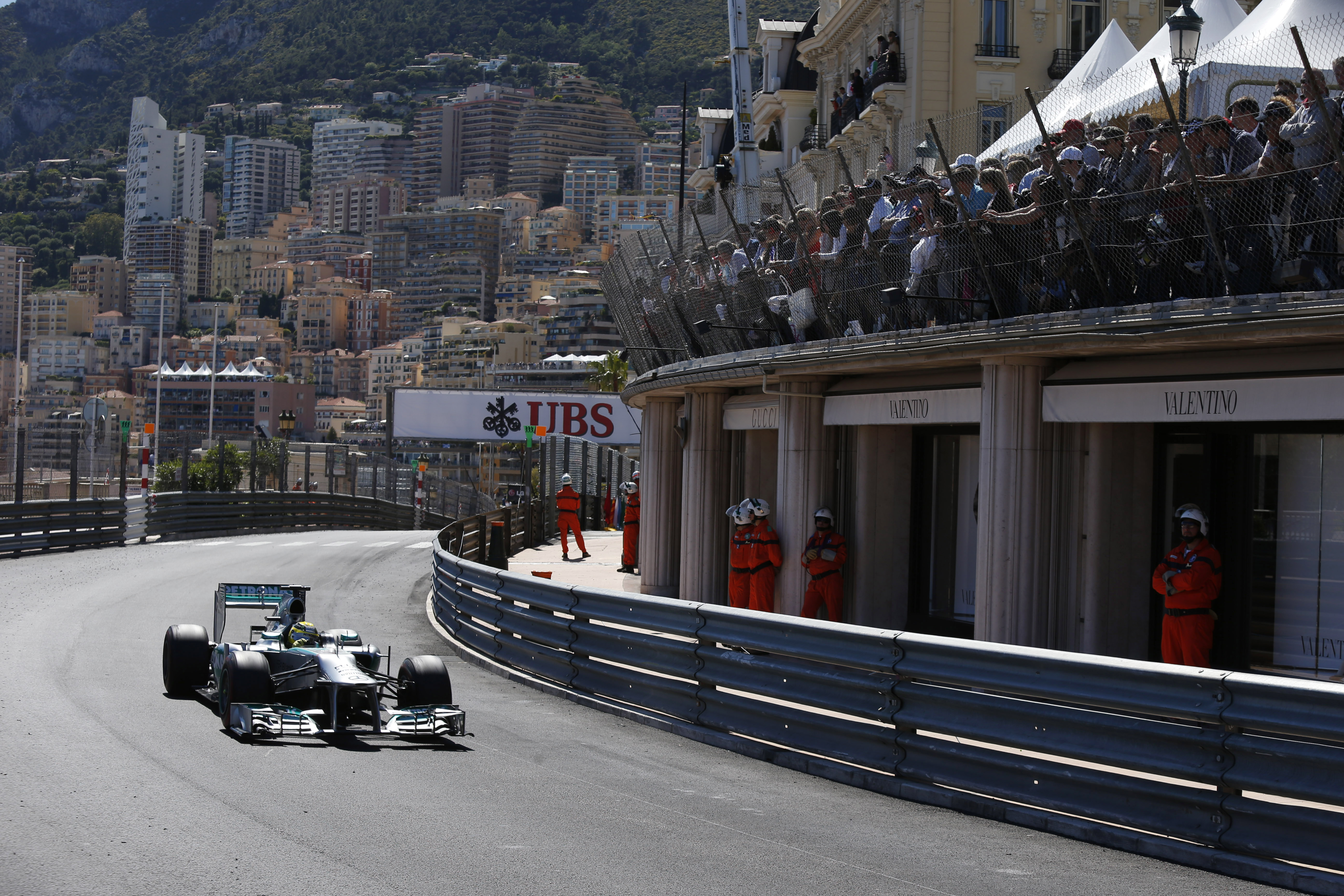
Nico Rosberg in der Massenet

Beim Start zur Aufwärmrunde blieb Bianchi stehen. Er wurde in die Box geschoben und nahm das Rennen von dort auf. Rosberg behielt nach dem Start die Führung vor seinem Teamkollegen Hamilton und Vettel. Maldonado und van der Garde kamen nach der ersten Runde zu einem Frontflügelwechsel an die Box, nachdem sich beide berührt hatten. Vor der Nouvelle Chicane wich Button in den Notausgang aus, um nicht mit seinem Teamkollegen Sergio Pérez zu kollidieren. Er beschwerte sich anschließend über Funk über seinen Teamkollegen. An der Spitze setzte sich Rosberg etwas von Hamilton ab. Die Abstände in der Spitzengruppe änderten sich in der Anfangsphase kaum. Die Mercedes-Fahrer hatten erneut Reifenprobleme, allerdings kamen sie mangels Überholmöglichkeiten nicht in Bedrängnis.
In der achten Runde stellte Pic sein Fahrzeug, das Feuer gefangen hatte, am Ausgang der Boxengasse ab. Das Fahrzeug wurde unter gelben Flaggen gelöscht und von der Strecke entfernt, ohne dass das Safety-Car auf die Strecke kam. Wenig später ging Button an Pérez vorbei auf die siebte Position.
Die Boxenstopps begannen in der 21. Runde, wobei die Top-4-Fahrer zunächst noch auf der Strecke blieben. In dieser Phase fuhr Maldonado in der Nouvelle Chicane auf Chilton auf. Beide fuhren weiter. Nachdem Massa in der 29. Runde in der Sainte Devote wie im Training einen Unfall hatte, kam das Safety Car auf die Strecke. Vettel war bereits – wie sein Teamkollege Webber – an die Box gefahren, die Mercedes-Piloten blieben noch eine Runde auf der Strecke. Das Safety Car fuhr direkt hinter dem Führungsduo auf die Strecke und hielt die Red-Bull-Fahrer kurz auf. Diese Sekunden ermöglichten es Rosberg, die Führung zu behalten. Hamilton fiel hinter Vettel und Webber zurück. Massas Ferrari war bereits vor der Safety-Car-Phase geborgen. Die Safety-Car-Phase war notwendig, da Massa ärztlich untersucht wurde. Er war unverletzt, kam jedoch zur Routine-Untersuchung ins Krankenhaus. Neben der Bergung Massas dauerte die Safety-Car-Phase auch deshalb bis zur 39. Runde, da sich van der Garde zurückrunden durfte und man ihm ermöglichte, aufs Feld aufzuschließen.
Beim Restart blieben die Positionen unverändert. Rosberg behielt die Führung. In der 42. Runde ging Pérez in der Nouvelle Chicane an Button vorbei. Ein paar Runden später versuchte er ein ähnliches Manöver gegen Alonso, scheiterte allerdings, da Alonso abkürzte. Alonso wurde kurz darauf angewiesen, Pérez wieder vorbeizulassen, um einer Strafe zu entgehen. In der 46. Runde wurde das Rennen nach einer Kollision zwischen Chilton, Maldonaldo und Bianchi in der Tabac unterbrochen. Chilton hatte Maldonado gegen die Leitplanke gedrängt. Chilton und Bianchi fuhren weiter. Maldonado schied bei dem Unfall aus, blieb jedoch unverletzt. Chilton wurde mit einer Durchfahrtsstrafe belegt. Während der Rennunterbrechung wurden die beschädigten Streckenbegrenzungen ersetzt. Allen Teams war es während der Unterbrechung erlaubt, am Fahrzeug zu arbeiten und die Reifen zu wechseln.
Das Rennen wurde schließlich hinter dem Safety Car wieder aufgenommen. Nach einer Runde wurde es wieder freigegeben. Wie beim vorherigen Restart gab es keine direkten Positionsveränderungen. In den folgenden Runden ging Sutil an Button und Alonso vorbei. Räikkönen überholte Pérez in der Nouvelle Chicane und fluchte anschließend am Funk über Pérez Verhalten, das Räikkönen als unsportlich empfand.
In der 60. Runde gab es einen Unfall Bianchis in der Sainte Devote. Das Auto wurde ohne Einsatz des Safety Cars geborgen. Zwei Runden später gab es einen weiteren Unfall, der eine erneute Safety-Car-Phase auslöste. Grosjean war Ricciardo in der Nouvelle Chicane von hinten aufgefahren. Während Grosjean zunächst noch an die Box fuhr, schied Ricciardo direkt aus. Grosjean gab nach einer weiteren Runde auf.
Beim Restart gab es erneut keine direkten Positionsveränderungen. Rosberg setzte sich erneut etwa eine Sekunde vom restlichen Feld ab. In der 69. Runde gab es in der Nouvelle Chicane eine Kollision zwischen Räikkönen und Pérez. Räikkönen ging direkt zu einem Reparaturstopp an die Box. Pérez blieb noch ein paar Runden auf der Strecke, bevor er aufgab. Beim Abstellen seines Fahrzeuges wäre er beinahe mit seinem Teamkollegen Button, der in der Zwischenzeit an Alonso vorbeigefahren war, kollidiert.
Rosberg gewann schließlich zum ersten Mal in der Saison. Er gewann den Großen Preis von Monaco, 30 Jahre nachdem sein Vater Keke Rosberg 1983 siegreich gewesen war. Für Rosberg war es außerdem der zweite Sieg in der Formel-1-Weltmeisterschaft nach dem Großen Preis von China 2012. Vettel und Webber folgten auf den Podest-Plätzen. Hamilton wurde Vierter vor Sutil, dessen fünfter Platz seine beste Saisonplatzierung war. Die Top 10 komplettierten Button, Alonso, Jean-Éric Vergne, di Resta und Räikkönen.
Die Fahrerwertung blieb auf den ersten drei Positionen unverändert. Vettel baute seinen Vorsprung auf Räikkönen und Alonso aus. In der Konstrukteursweltmeisterschaft war es ähnlich: Die ersten drei Positionen blieben unverändert und Red Bull setzte sich ab.

#### Kommentare der ersten drei Fahrer
„Dieser Sieg in Monaco ist für mich etwas ganz Besonderes - das Gefühl ist einfach unbeschreiblich. Damit erfüllt sich für mich ein Kindheitstraum: Es ist absolut fantastisch, in den Straßen, in denen ich aufgewachsen bin, ein Rennen mit einem Silberpfeil zu gewinnen. Ich kann es noch gar nicht richtig fassen und werde sicher einige Zeit benötigen, um es zu verarbeiten.

Ein riesiges Dankeschön an mein Team für unser Auto an diesem Wochenende. Es war schön, am Sonntag die gleiche Performance zeigen zu können wie am Samstag und unsere Pole-Position in einen Sieg umzuwandeln. Das gesamte Wochenende verlief nach Plan, nur das Qualifying war aufgrund der Wetterbedingungen etwas knifflig.

Ich hatte nicht den besten Start, so konnten Lewis und Sebastian recht nah an mich herankommen, aber nach der ersten Kurve konnte ich die Pace vorgeben. Danach kam es nur darauf an, während all der Zwischenfälle einen kühlen Kopf zu bewahren. Aber das Team hat mich stets perfekt über alles informiert. Vielen Dank an alle hier an der Strecke und in unseren Werken in Brackley und Brixworth. Hoffentlich ist dies der erste von vielen weiteren Siegen für uns.“

„Alles in allem bin ich zufrieden und froh über das Ergebnis. Wir wissen, dass es hier sehr schwierig ist überholen. Gratulation an Nico, er leistete sehr gute Arbeit und hatte ein sehr kontrolliertes Rennen. Ich glaube, dass er über die Geschwindigkeit und die Reifen verfügte, um darauf zu antworten, wann wir auch immer ihm ein wenig näher kamen.

Ich hatte einen fantastischen Start, aber es gab keinen Platz! Ich glaube, dass ich an beiden Mercedes hätte vorbeikommen können, aber es gab dazu keinen Raum, und ich musste vom Gas geben. Dann kam Mark an und es war in den ersten paar Kurven sehr eng.

Über die langsame Geschwindigkeit in den ersten Runden war ich etwas überrascht – für gewöhnlich erwartet man vor sich zwei Silberpfeile, aber heute waren sie angesichts ihrer entspannten Fahrweise in den ersten paar Runden eher wie Busse. Ihre Strategie wurde jedoch offensichtlich, und sie leisteten sehr gute Arbeit.

Unser Team zeigte eine gute Strategie, dank der wir an Lewis vorbeikamen. Angesichts der Restarts war es eine schwierige Angelegenheit, aber mit dem Ergebnis können wir zufrieden sein. Vom Team war es eine gute Leistung, wir scheinen diesen Platz zu mögen. Gratulation an alle und danke an all unsere Partner – zwei Autos auf dem Podium zu haben, ist sehr gut.“

„Zunächst einmal Gratulation an Nico. Es ist ein sehr spezieller Ort zum Siegen, und er hatte ein makelloses Wochenende. Das ist das, was man hier braucht. Selbst wenn man in Führung liegend startet, muss man es dennoch umsetzen, was er gut gemacht hat.

Was uns betrifft, so wussten wir, dass wir etwas zurückliegen, da wir aus der zweiten Reihe starten. Aber ich bekam einen unglaublichen Start hin. Es ist schade, dass es hier eine so kurze Zufahrt auf die erste Kurve ist. Seb und ich hatten keinen Platz, um irgendwo hinzufahren, also mussten wir vom Gas gehen, während Nico und Lewis schwierige Starts zu haben schienen. Wir werden mit Sicherheit in Zukunft einige weitere dieser Starts haben!

Danach ging es hauptsächlich darum, die Reifen zu schonen und dafür zu sorgen, dass die Ein-Boxenstopp-Strategie aufgeht. Es war vorherzusehen, dass zwei Stopps nicht wirklich eine Option sein würden, wenn das Rennen unterbrochen wird, denn man kann dadurch zurück in den Verkehr geworfen werden. Wir mussten ziemlich lang fahren, und alle Fahrer schonten die Reifen - es war schön, Lewis bei seinen Stopps zu knacken.“

## Meldeliste
| Team                          | Nr. | Fahrer              | Chassis           | Motor                | Reifen |
| ----------------------------- | --- | ------------------- | ----------------- | -------------------- | ------ |
| Infiniti Red Bull Racing      | 01  | Sebastian Vettel    | Red Bull RB9      | Renault 2.4 V8       | P      |
| Infiniti Red Bull Racing      | 02  | Mark Webber         | Red Bull RB9      | Renault 2.4 V8       | P      |
| Scuderia Ferrari              | 03  | Fernando Alonso     | Ferrari F138      | Ferrari 2.4 V8       | P      |
| Scuderia Ferrari              | 04  | Felipe Massa        | Ferrari F138      | Ferrari 2.4 V8       | P      |
| Vodafone McLaren Mercedes     | 05  | Jenson Button       | McLaren MP4-28    | Mercedes-Benz 2.4 V8 | P      |
| Vodafone McLaren Mercedes     | 06  | Sergio Pérez        | McLaren MP4-28    | Mercedes-Benz 2.4 V8 | P      |
| Lotus F1 Team                 | 07  | Kimi Räikkönen      | Lotus E21         | Renault 2.4 V8       | P      |
| Lotus F1 Team                 | 08  | Romain Grosjean     | Lotus E21         | Renault 2.4 V8       | P      |
| Mercedes AMG Petronas F1 Team | 09  | Nico Rosberg        | Mercedes F1 W04   | Mercedes-Benz 2.4 V8 | P      |
| Mercedes AMG Petronas F1 Team | 10  | Lewis Hamilton      | Mercedes F1 W04   | Mercedes-Benz 2.4 V8 | P      |
| Sauber F1 Team                | 11  | Nico Hülkenberg     | Sauber C32        | Ferrari 2.4 V8       | P      |
| Sauber F1 Team                | 12  | Esteban Gutiérrez   | Sauber C32        | Ferrari 2.4 V8       | P      |
| Sahara Force India F1 Team    | 14  | Paul di Resta       | Force India VJM06 | Mercedes-Benz 2.4 V8 | P      |
| Sahara Force India F1 Team    | 15  | Adrian Sutil        | Force India VJM06 | Mercedes-Benz 2.4 V8 | P      |
| Williams F1 Team              | 16  | Pastor Maldonado    | Williams FW35     | Renault 2.4 V8       | P      |
| Williams F1 Team              | 17  | Valtteri Bottas     | Williams FW35     | Renault 2.4 V8       | P      |
| Scuderia Toro Rosso           | 18  | Jean-Éric Vergne    | Toro Rosso STR8   | Ferrari 2.4 V8       | P      |
| Scuderia Toro Rosso           | 19  | Daniel Ricciardo    | Toro Rosso STR8   | Ferrari 2.4 V8       | P      |
| Caterham F1 Team              | 20  | Charles Pic         | Caterham CT03     | Renault 2.4 V8       | P      |
| Caterham F1 Team              | 21  | Giedo van der Garde | Caterham CT03     | Renault 2.4 V8       | P      |
| Marussia F1 Team              | 22  | Jules Bianchi       | Marussia MR02     | Cosworth 2.4 V8      | P      |
| Marussia F1 Team              | 23  | Max Chilton         | Marussia MR02     | Cosworth 2.4 V8      | P      |

## Klassifikationen

### Qualifying
| Pos.                                                                      | Fahrer              | Konstrukteur         | Q1         | Q2       | Q3       | Start |
| ------------------------------------------------------------------------- | ------------------- | -------------------- | ---------- | -------- | -------- | ----- |
| 01                                                                        | Nico Rosberg        | Mercedes             | 1:24,620   | 1:16,135 | 1:13,876 | 01    |
| 02                                                                        | Lewis Hamilton      | Mercedes             | 1:23,779   | 1:16,265 | 1:13,967 | 02    |
| 03                                                                        | Sebastian Vettel    | Red Bull-Renault     | 1:24,243   | 1:15,988 | 1:13,980 | 03    |
| 04                                                                        | Mark Webber         | Red Bull-Renault     | 1:25,352   | 1:17,322 | 1:14,181 | 04    |
| 05                                                                        | Kimi Räikkönen      | Lotus-Renault        | 1:25,835   | 1:16,040 | 1:14,822 | 05    |
| 06                                                                        | Fernando Alonso     | Ferrari              | 1:23,712   | 1:16,510 | 1:14,824 | 06    |
| 07                                                                        | Sergio Pérez        | McLaren-Mercedes     | 1:24,682   | 1:17,748 | 1:15,138 | 07    |
| 08                                                                        | Adrian Sutil        | Force India-Mercedes | 1:25,108   | 1:17,261 | 1:15,383 | 08    |
| 09                                                                        | Jenson Button       | McLaren-Mercedes     | 1:23,744   | 1:17,420 | 1:15,647 | 09    |
| 10                                                                        | Jean-Éric Vergne    | Toro Rosso-Ferrari   | 1:23,699   | 1:17,623 | 1:15,703 | 10    |
| 11                                                                        | Nico Hülkenberg     | Sauber-Ferrari       | 1:25,547   | 1:18,331 | –        | 11    |
| 12                                                                        | Daniel Ricciardo    | Toro Rosso-Ferrari   | 1:24,852   | 1:18,344 | –        | 12    |
| 13                                                                        | Romain Grosjean     | Lotus-Renault        | 1:23,738   | 1:18,603 | –        | 13    |
| 14                                                                        | Valtteri Bottas     | Williams-Renault     | 1:24,681   | 1:19,077 | –        | 14    |
| 15                                                                        | Giedo van der Garde | Caterham-Renault     | 1:26,095   | 1:19,408 | –        | 15    |
| 16                                                                        | Pastor Maldonado    | Williams-Renault     | 1:23,452   | 1:21,688 | –        | 16    |
| 17                                                                        | Paul di Resta       | Force India-Mercedes | 1:26,322   | –        | –        | 17    |
| 18                                                                        | Charles Pic         | Caterham-Renault     | 1:26,633   | –        | –        | 18    |
| 19                                                                        | Esteban Gutiérrez   | Sauber-Ferrari       | 1:26,917   | –        | –        | 19    |
| 20                                                                        | Max Chilton         | Marussia-Cosworth    | 1:27,303   | –        | –        | 22    |
| 107-Prozent-Zeit: 1:29,293 min (bezogen auf Q1-Bestzeit von 1:23,452 min) |                     |                      |            |          |          |       |
| DNQ                                                                       | Jules Bianchi       | Marussia-Cosworth    | keine Zeit | –        | –        | 20    |
| DNQ                                                                       | Felipe Massa        | Ferrari              | keine Zeit | –        | –        | 21    |

Anmerkungen
1. ↑  Chilton wurde aufgrund eines vorzeitigen Getriebewechsels um fünf Positionen nach hinten versetzt.
2. ↑  Bianchi wurde erlaubt zu starten, da er im freien Traning ausreichend schnell war.
3. ↑  Massa wurde erlaubt zu starten, da er im freien Traning ausreichend schnell war. Aufgrund eines vorzeitigen Getriebewechsels wurde er um fünf Positionen nach hinten versetzt.

### Rennen
| Pos. | Fahrer              | Konstrukteur         | Runden | Stopps | Zeit        | Start | Schnellste Runde |
| ---- | ------------------- | -------------------- | ------ | ------ | ----------- | ----- | ---------------- |
| 01   | Nico Rosberg        | Mercedes             | 78     | 1      | 2:17:52,056 | 01    | 1:18,327 (74.)   |
| 02   | Sebastian Vettel    | Red Bull-Renault     | 78     | 1      | + 3,888     | 03    | 1:16,577 (77.)   |
| 03   | Mark Webber         | Red Bull-Renault     | 78     | 1      | + 6,314     | 04    | 1:18,262 (77.)   |
| 04   | Lewis Hamilton      | Mercedes             | 78     | 1      | + 13,894    | 02    | 1:18,133 (76.)   |
| 05   | Adrian Sutil        | Force India-Mercedes | 78     | 1      | + 21,477    | 08    | 1:18,292 (74.)   |
| 06   | Jenson Button       | McLaren-Mercedes     | 78     | 1      | + 23,103    | 09    | 1:18,720 (76.)   |
| 07   | Fernando Alonso     | Ferrari              | 78     | 1      | + 26,734    | 06    | 1:19,340 (77.)   |
| 08   | Jean-Éric Vergne    | Toro Rosso-Ferrari   | 78     | 1      | + 27,223    | 10    | 1:19,151 (77.)   |
| 09   | Paul di Resta       | Force India-Mercedes | 78     | 1      | + 27,608    | 17    | 1:19,215 (77.)   |
| 10   | Kimi Räikkönen      | Lotus-Renault        | 78     | 2      | + 36,582    | 05    | 1:17,392 (78.)   |
| 11   | Nico Hülkenberg     | Sauber-Ferrari       | 78     | 1      | + 42,572    | 11    | 1:19,853 (29.)   |
| 12   | Valtteri Bottas     | Williams-Renault     | 78     | 1      | + 42,691    | 14    | 1:20,921 (68.)   |
| 13   | Esteban Gutiérrez   | Sauber-Ferrari       | 78     | 2      | + 43,212    | 19    | 1:18,685 (71.)   |
| 14   | Max Chilton         | Marussia-Cosworth    | 78     | 3      | + 49,885    | 22    | 1:19,016 (78.)   |
| 15   | Giedo van der Garde | Caterham-Renault     | 78     | 3      | + 1:02,590  | 15    | 1:20,494 (50.)   |
| 16   | Sergio Pérez        | McLaren-Mercedes     | 72     | 1      | DNF         | 07    | 1:19,530 (27.)   |
| –    | Romain Grosjean     | Lotus-Renault        | 63     | 2      | DNF         | 13    | 1:20,969 (57.)   |
| –    | Daniel Ricciardo    | Toro Rosso-Ferrari   | 61     | 1      | DNF         | 12    | 1:19,426 (26.)   |
| –    | Jules Bianchi       | Marussia-Cosworth    | 58     | 2      | DNF         | 20    | 1:20,617 (49.)   |
| –    | Pastor Maldonado    | Williams-Renault     | 44     | 2      | DNF         | 16    | 1:20,881 (08.)   |
| –    | Felipe Massa        | Ferrari              | 28     | 1      | DNF         | 21    | 1:20,064 (28.)   |
| –    | Charles Pic         | Caterham-Renault     | 7      | 0      | DNF         | 18    | 1:22,772 (04.)   |

## WM-Stände nach dem Rennen
Die ersten zehn des Rennens bekamen 25, 18, 15, 12, 10, 8, 6, 4, 2 bzw. 1 Punkt(e).

### Fahrerwertung
| Pos. | Fahrer           | Konstrukteur         | Punkte |
| ---- | ---------------- | -------------------- | ------ |
| 01   | Sebastian Vettel | Red Bull-Renault     | 107    |
| 02   | Kimi Räikkönen   | Lotus-Renault        | 86     |
| 03   | Fernando Alonso  | Ferrari              | 78     |
| 04   | Lewis Hamilton   | Mercedes             | 62     |
| 05   | Mark Webber      | Red Bull-Renault     | 57     |
| 06   | Nico Rosberg     | Mercedes             | 47     |
| 07   | Felipe Massa     | Ferrari              | 45     |
| 08   | Paul di Resta    | Force India-Mercedes | 28     |
| 09   | Romain Grosjean  | Lotus-Renault        | 26     |
| 10   | Jenson Button    | McLaren-Mercedes     | 25     |
| 11   | Adrian Sutil     | Force India-Mercedes | 16     |

| Pos. | Fahrer              | Konstrukteur       | Punkte |
| ---- | ------------------- | ------------------ | ------ |
| 12   | Sergio Pérez        | McLaren-Mercedes   | 12     |
| 13   | Daniel Ricciardo    | Toro Rosso-Ferrari | 7      |
| 14   | Nico Hülkenberg     | Sauber-Ferrari     | 5      |
| 15   | Jean-Éric Vergne    | Toro Rosso-Ferrari | 5      |
| 16   | Esteban Gutiérrez   | Sauber-Ferrari     | 0      |
| 17   | Valtteri Bottas     | Williams-Renault   | 0      |
| 18   | Pastor Maldonado    | Williams-Renault   | 0      |
| 19   | Jules Bianchi       | Marussia-Cosworth  | 0      |
| 20   | Charles Pic         | Caterham-Renault   | 0      |
| 21   | Max Chilton         | Marussia-Cosworth  | 0      |
| 22   | Giedo van der Garde | Caterham-Renault   | 0      |

### Konstrukteurswertung
| Pos. | Konstrukteur         | Punkte |
| ---- | -------------------- | ------ |
| 01   | Red Bull-Renault     | 164    |
| 02   | Ferrari              | 123    |
| 03   | Lotus-Renault        | 112    |
| 04   | Mercedes             | 109    |
| 05   | Force India-Mercedes | 44     |
| 06   | McLaren-Mercedes     | 37     |

| Pos. | Konstrukteur       | Punkte |
| ---- | ------------------ | ------ |
| 07   | Toro Rosso-Ferrari | 12     |
| 08   | Sauber-Ferrari     | 5      |
| 09   | Williams-Renault   | 0      |
| 10   | Marussia-Cosworth  | 0      |
| 11   | Caterham-Renault   | 0      |